# Коммуна Нидеркауфунген
Коммуна Нидеркауфунген (нем. Kommune Niederkaufungen) — самоуправляемая идейная община в Германии, основанная в 1986 году группой левых активистов. Коммуна организована на принципах эгалитаризма, коллективизма и взаимопомощи. Практикует общность доходов и принятие решений консенсусом.

## История
В 1986 году в районе Нидеркауфунген обосновалось крупнейшее, а ныне старейшее политическое сообщество Германии. Около 80 человек живут и работают на площади около 10 000 квадратных метров вокруг бывшей фермы. Совместная экономика является важным и центральным принципом. Все активы и доходы жителей — в том числе заработная плата, суммы наследства или дары — перетекают в общее имущество, в дополнительной пенсии также отказывается совместно.

## Территория
По административному делению входит в состав общины Кауфунген в земле Гессен. Занимает площадь в 4 акра (около 10 тыс. м²).